# U 10 (Kriegsmarine)
De U 10 was een Duitse U-boot van het Type IIB. De tewaterlating gebeurde op 22 april 1935 bij de Deutsche Werke te Kiel. De boot werd op 9 september 1935 onder Oblt. Heinz Scheringer in dienst genomen. De U 10 deed zowel als frontboot als schoolboot dienst. Het deed twee vijandelijke schepen zinken, één van 4.537 ton en één van 1.819 ton. De U 10 zonk op 1 augustus 1944.

## Commandanten
- 11 september 1935 - 21 december 1935 - Heinz Scheringer
- 21 december 1935 - 1 mei 1936 - Werner Scheer
- 1 mei 1936 - 29 september 1937 - Kptlt. Heinz Beduhn
- 30 september 1937 - 3 april 1938 - Hannes Weingärtner
- Oktober 1937 - augustus 1938 - Kptlt. Hans Rudolf Rösing
- 4 april 1938 - 31 juli 1938 - Herbert Sohler
- 1 augustus 1938 - 4 januari 1939 - Kurt von Gossler
- 5 januari 1939 - 15 oktober 1939 - Kptlt. Georg-Wilhelm Schulz
- 10 oktober 1939 - 2 januari 1940 - Günther Lorentz
- Januari 1940 - 9 juni 1940 - Joachim Preuss
- 10 juni 1940 - 29 november 1940 - Kptlt. Rolf Mützelburg
- 30 november 1940 - 9 juni 1941 - Kptlt. Wolf-Rüdiger von Rabenau
- 10 juni 1941 - 29 november 1941 - Oblt. Kurt Ruwiedel
- 30 november 1941 - 22 juni 1942 - Hans Karpf
- 23 juni 1942 - Februari 1943 - Oblt. Christian-Brandt Coester
- Februari 1943 - Februari 1944 - Oblt. Wolfgang Strenger
- Februari 1944 - 1 juli 1944 - Oblt. Kurt Ahlers